# Дніпрова Чайка
Людмила Олексіївна Березіна, в шлюбі Василевська-Березіна літературний псевдонім Дніпрова Чайка (20 жовтня (1 листопада) 1861, c. Карлівка (Зелений Яр) —13 березня 1927, с. Германівка) — українська письменниця.
Українська письменниця другої половини ХІХ — початку ХХ століття. Дружина українського громадського діяча, письменника та публіциста  Феофана Олександровича Василевського.

## Життєпис

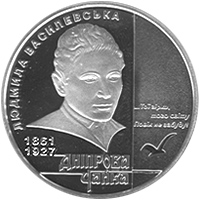
Монета НБУ присвячена 150-річчю від дня народження Дніпрової Чайки

Народилася у в селі Карлівка Ананьївського повіту Херсонської губернії (тепер — с. Зелений Яр Доманівського району Миколаївської області) в родині священника. Дитинство та молодість провела на півдні України. Закінчивши Одеську гімназію 1879 р., вона розпочала педагогічну діяльність спочатку як приватна вчителька, працювала у сільських школах Херсонської губернії.

В 1885 році в одеському альманасі «Нива» було вперше надруковано два вірші Дніпрової Чайки («Вісточка» й «Пісня») та оповідання «Знахарка», яке за своїм характером близьке до запису з народних уст. Дніпрова Чайка працювала у багатьох жанрах, добре відомі її вірші, п'єси, казки, оповідання, нариси. Основні течії її творчості — тяжка селянська доля, життя інтелігенції, революційні події 1905 р.
1885 р. Дніпрова Чайка приїжджає до Херсона, куди її чоловік був засланий та займав посаду губернського статистика. Вона і тут пише вірші, оповідання, лібрето дитячих опер.
Починаючи з 1887 р., письменниця друкується здебільшого в періодиці Західної України (феміністичний альманах «Перший вінок», журнали «Дзвінок», «Правда», «Зоря»), випускає цикл «Морські малюнки». Особливий інтерес у сучасників і найвищу оцінку критики викликали поезії в прозі («Морські малюнки», «Тень несозданных созданий», «Дві птиці», «Морське серце», «Тополя», «Хвиля»).
Відома Дніпрова Чайка і як дитяча письменниця. Для дітей писала казки, вірші, лібрето дитячих опер («Коза-дереза», «Краплі-мандрівниці», «Пан Коцький», «Весна-красна»). Твори її для дітей виховують у юних читачів ідею перемоги добра над злом. Довгі роки творчі зв'язки єднали Дніпрову Чайку з основоположником української музичної культури Миколою Лисенком. Саме на лібретто Дніпрової Чайки композитор створює свої три дитячі опери, які були написані з 1888 по 1892 рр. («Коза-дереза», «Пан Коцький», «Зима і весна»).
В 1909 р. письменниця захворіла і виїхала на лікування в Одесу, де й перебувала до 1911 р. Невдовзі Дніпрова Чайка тяжко захворіла. Писати змогла вже тільки протягом 1918–1920 рр.

Могила Дніпрової Чайки

Померла Людмила Василевська-Березіна 13 березня 1927 року в с. Германівці на Київщині. Похована у Києві на Байковому кладовищі (ділянка № 2).

## Херсонський період
Із Херсонщиною пов'язаний значний період життя письменниці. Як писала вона в автобіографії, “пригадую Слобідку Стару, або: Малу Маячку... Отут минуло моє дитинство на половину, бо друга відбулася в Одесі”. На всі вакації дівчина виїздила під Херсон, у села, де  правив службу її батько. Це були Мала Маячка і Збур’ївка, – або Гола Пристань, куди на гостини кликав дядько Петро Березін, або Білозерці чи Олешки, де мешкали родичі і друзі.
Закінчивши гімназію, викладала у сільських школах Херсонської губернії.
У 1881 р. стала делегаткою вчительського з’їзду в Херсоні, на якому активно підтримала підсумкову ухвалу про “викладання в школі на рідній мові народу”.
Мешкала у Херсоні у 1885–1887 рр. та 1895–1908 рр. Родина Василевських проживала на вулицях Грецькій, № 15, Гімназичній № 2 й № 12 у власному одноповерховому будинку. Там народились, росли і виховувались їхні діти – Оксана, Наталка та В’ячеслав.
Молоде подружжя, разом із тим, всіляко брало участь у громадському та літературному житті Херсона, створивши активне культурне середовище, куди ввійшла родина Русових – Олександр та Софія, а також Борис Грінченко, Дмитро та Олена Марковичі, Андрій Грабенко-Конощенко та інші. Завдяки херсонській “Громаді” Дніпрова Чайка особисто познайомилася з корифеями української сцени Марією Заньковецькою, Іваном Карпенком-Карим, Миколою Садовським, Павлом Саксаганським.
У 1903-1904 рр. письменниця співпрацює з організацією допомоги політичним в’язням Херсонської тюрми. Її дім стає місцем зустрічі місцевих політичних діячів та митців. Людмила Василевська потрапляє до списку неблагонадійних, її заарештовують, а потім за нею встановлюється гласний нагляд поліції.
Херсонський період був досить плідним у творчому житті Дніпрової Чайки. У 1886 році в белетристичному збірнику «Степ», що вийшов у Херсоні, були надруковані два вірші письменниці «На лимані» та «Зірка».  

## Вшанування пам'яті
На честь письменниці названі:
- вулиці Дніпрової Чайки у Києві, Кременчуку, Кропивницькому, Львові, Полтаві, Херсоні, Бахмуті;
- провулок Дніпрової Чайки у Первомайську;
- Херсонська обласна бібліотека для дітей (з 2013 р.).
- У селі Зелений Яр Миколаївської області, на території, де колись були церква, церковно-приходська школа та будинок сім’ї священика, 1 листопада 2016 року місцеві жителі встановили пам’ятний знак на честь української письменниці Дніпрової Чайки (Людмили Василевської-Березіної).  Цей пам’ятний знак увічнює пам’ять про видатну землячку, яка народилася в цьому селі (раніше відомому як Карлівка) 1 листопада 1861 року.   На території, де встановлено пам’ятний знак, також закладено міні-парк, що додає місцю особливого значення для громади.   Ця ініціатива є важливим кроком у збереженні культурної спадщини та вшануванні пам’яті видатної письменниці, чиї твори залишили значний слід в українській літературі. Також є вулиця Дніпрової Чайки.

### Аудіокниги
- Чайка Дніпрова. Самоцвіти[3]
- Дніпрова Чайка. "Шпаки": https://www.youtube.com/watch?v=xYragMFuQcM

### ЗМІ, художня література, літературознавство
- Олександр Голобородько. «Василевські». Херсонська обласна газета «Наддніпрянська правда», 12 грудня 1991 року.
- Немченко І. В. Світло надії: Драматична поема. — К.-Херсон: Просвіта, 2007. — 15 с. — ISBN 978-966-8547-96-6. У творі відображено одну з сторінок життя відомої української письменниці Дніпрової Чайки — перебування її в херсонській тюрмі за протиурядову діяльність у 1900-х рр.
- Оксана Лущевська про Христофора Колумба, Джона Ньюбері, Чарльза Дарвіна, Дніпрову Чайку, Перл Сайденстрікер Бак] / Оксана Лущевська. — К. : Грані-Т, 2010. — 93 с. : іл. — (Життя видатних дітей). — 2000 экз. — ISBN 978-966-465-320-3